# Powiat Gifhorn
Powiat Gifhorn (niem. Landkreis Gifhorn) – powiat w niemieckim kraju związkowym Dolna Saksonia. Siedziba powiatu znajduje się w mieście Gifhorn.

## Podział administracyjny
Powiat Gifhorn składa się z:
- 2 miast
- 1 samodzielnej gminy (niem. Einheitsgemeinde)
- 7 gmin zbiorowych (Samtgemeinde)
- 1 obszaru wolnego administracyjnie (gemeindefreies Gebiet)

Miasta:
| Lp. | Nazwa miasta | Ludność (31.12.2008) | Powierzchnia km² |
| --- | ------------ | -------------------- | ---------------- |
| 1   | Gifhorn      | 41.799               | 104,86           |
| 2   | Wittingen    | 11.980               | 225,08           |

Gminy samodzielne:
| Lp. | Nazwa gminy | Ludność (31.12.2008) | Powierzchnia km² |
| --- | ----------- | -------------------- | ---------------- |
| 1   | Sassenburg  | 10.956               | 88,40            |

Gminy zbiorowe:
| Lp. | Nazwa gminy    | Ludność (31.12.2008) | Powierzchnia km² | Liczba gmin |
| --- | -------------- | -------------------- | ---------------- | ----------- |
| 1   | Boldecker Land | 9.961                | 69,59            | 6           |
| 2   | Brome          | 15.466               | 203,87           | 7           |
| 3   | Hankensbüttel  | 9.516                | 290,27           | 5           |
| 4   | Isenbüttel     | 15.322               | 77,38            | 4           |
| 5   | Meinersen      | 20.870               | 173,07           | 4           |
| 6   | Papenteich     | 23.568               | 110,84           | 6           |
| 7   | Wesendorf      | 14.327               | 209,04           | 6           |

Obszary wolne administracyjnie:
| Lp. | Nazwa obszaru | Ludność (31.12.2008) | Powierzchnia km² |
| --- | ------------- | -------------------- | ---------------- |
| 1   | Giebel        | niezamieszkany       | 10,36            |